# Glenea ochreosuturalis
Glenea ochreosuturalis là một loài bọ cánh cứng trong họ Cerambycidae.